# Ӓ
La Ӓ, minuscolo ӓ, è una lettera dell'alfabeto cirillico. Viene usata oggi nella versione adattata per la lingua mari.
Viene traslitterata generalmente con ä.